# Крейн, Барри
Барри Крейн (англ. Barry Crane;  10 ноября 1927 года, Детройт — 5 июля 1985 года, Лос-Анджелес) — американский кинорежиссёр, сценарист и продюсер. Наибольшую известность, помимо кинематографической деятельности, Барри Крейн приобрёл в связи с выдающимися результатами в карточной игре бридж, а также в связи с собственной гибелью, наступившей в результате жестокого убийства.

## Ранние годы
Барри Джей Коэн, более известный как Барри Крейн, родился 10 ноября 1927 года в Детройте, (штат Мичиган, США) в семье известного театрального деятеля Лу Коэна. После окончания школы Крейн поступил в Мичиганский университет, но быстро потерял интерес к учёбе и бросил учебное заведение через год.
С ранних лет Барри увлекся игрой на театральной сцене и игрой в бридж. В 1952 году он выиграл свой первый серьезный трофей, после чего в середине 1950-х официально сменил имя и переехал в штат Калифорния, где обосновался в городе Лос-Анжделес, с целью начать кино карьеру.

## Карьера в кино
Начиная с середины 1950-х Крейн зарабатывал на жизнь написанием сценариев для эпизодов ряда сериалов и игрой в театре города Пасадина. Впоследствии сотрудничал с кинокомпаниями «Four Star Television» и Paramount Pictures. С конца 1960-х Барри Крейн в качестве режиссёра снял множество эпизодов таких сериалов как: «Миссия невыполнима» (1966—1973), « Гавайи 5-O)» (1968—1980, «Улицы Сан-Франциско» (1972—1977), «Женщина-полицейский» (1974—1978), «Спецназ» (1975—1976), «Как был завоёван Запад» (1976—1979), «Восьми достаточно» (1977—1981), «Калифорнийский дорожный патруль» (1977—1983), «Чародей» (1973—1974), «Чудо-женщина» (1975—1979), «Невероятный Халк» (1978—1982) с Лу Ферриньо в главной роли, «Бак Роджерс в XXV веке», «Звёздный крейсер „Галактика“», «Фламинго-роуд». Также Барри Крейн в 1978 году срежиссировал два эпизода сериала «Даллас». В качестве продюсера Крейн выступил при создании 123 эпизодов сериала «Миссия невыполнима», 121 эпизода сериала «Менникс» (1967—1975) и 8 эпизодов сериала «Чародей», благодаря чему получил признание в мире кинематографа.

## Карьера игрока в бридж
Начиная с 1952 года Крейн ежегодно участвовал в национальных и региональных турнирах по бриджу и достиг на этом поприще выдающихся результатов. Он 6 раз выигрывал престижный трофей - кубок Маккинни (McKenney Trophy) и 6 раз становился вторым. В 1968 году он по количеству мастер-очков обогнал Освальда Джекоби и стал рекордсменом. С середины 1970-х его партнером в игре стала Керри Шуман. Благодаря своему агрессивному стилю торгов, Крейн в партнерстве с Шуман выиграл 13 национальных титулов, в том числе титул World Mixed Pair в Новом Орлеане в 1978 году. В 1985 году Крейн и Шуман заняли 2-е место в борьбе за престижный трофей - кубок Вандербильта (Vanderbilt Trophy), ежегодных соревнованиях, в которых Крейну так и не удалось одержать ни одной победы. Всего же, за более чем 30-летнюю карьеру, Барри Крейн одержал около 500 побед в различных соревнованиях, вдвое больше чем его ближайшие конкуренты. Сумма его мастер-очков, измеряющих успех в игре составляла по состоянию на июль 1985 года более 35 000, что было на 11 000 очков больше чем у ближайшего преследователя Пола Солоуэя.

## Смерть
Барри Крейн был убит 5 июля 1985 года в своем особняке, расположенном в престижном районе Лос-Анджелеса, под названием Студио-Сити. Его тело было найдено в гараже, завернутое в окровавленные простыни. Режиссер получил травму головы в результате удара керамической статуэткой, после чего был задушен с помощью телефонного провода. В ходе предварительного расследования было установлено что убийство было совершено в спальне 3 этажа здания, но следов насильственного проникновения и борьбы обнаружено не было. Преступник после убийства похитил кошелек и автомобиль Крейна, который был найден через несколько дней в одном из парков округа Керн, в 60 милях от дома Барри Крейна.
В салоне автомобиля были обнаружены сигаретные окурки и отпечатки пальцев, которые по версии следствия мог оставить убийца. В ходе опроса соседей Крейна, свидетелей совершения преступления также найдено не было, вследствие чего расследование в поисках виновного растянулось на несколько десятилетий. В мае 2018 года была проведена дактилоскопическая экспертиза, в ходе которой было установлено соответствие отпечатков пальцев, найденных в автомобиле Барри Крейна, с отпечатками пальцев 51-летнего Эдвина Джерри Хайэтта, жителя города Коннелли Спрингс, штат Северная Каролина. В ноябре 2018 года Хайэт был найден и у него были изъяты образцы слюны для проведения днк-тестирования.
В январе 2019 года, днк-тестирование образцов слюны подозреваемого с образцами слюны неизвестного, выделенной из сигаретных окурков, найденных в угнанной машине Крейна и который по мнению следствия являлся убийцей кинорежиссера, показало соответствие генотипических профилей. На основании этого 9 мая 2019 года Эдвин Хайэтт был арестован по обвинению в убийстве Барри Крейна и был экстрадирован в штат Калифорния для последующего судебного разбирательства. Хайэтт, которому на момент совершения убийства было всего лишь 18 лет, после ареста заявил о непризнании вины, но предположил вероятность совершения убийства, так как по его собственному признанию в те годы он увлекался наркотическими веществами, страдал наркотической зависимостью, следствием чего стала антероградная амнезия, благодаря чему он не помнил большую часть инцидентов, в которых принимал участие будучи в состоянии аффекта.
На судебном процессе Эдвин Хайээт признал свою вину, после чего суд 7 октября 2021 года назначил ему уголовное наказание за совершение убийства Барри Крейна в виде 12 лет лишения свободы.